# São José dos Cordeiros
São José dos Cordeiros är en kommun i Brasilien.   Den ligger i delstaten Paraíba, i den östra delen av landet, 1 500 km nordost om huvudstaden Brasília. Antalet invånare är 3 985.
Omgivningarna runt São José dos Cordeiros är huvudsakligen savann. Runt São José dos Cordeiros är det glesbefolkat, med 16 invånare per kvadratkilometer.